# メルセデス・ベンツ・アクトロス
アクトロス（ACTROS）は、ドイツ連邦共和国の商用車メーカー、ダイムラー・トラックにより製造、メルセデス・ベンツブランドにおいて販売されている大型トラック及び大型セミトラクタである。

## 概要
SKの後継車種として位置付けられており、日本へも輸入・販売されている。そのため、いすゞ自動車、日野自動車、三菱ふそうトラック・バス、UDトラックスのほか、ボルボ・トラックス、スカニアが競合他社となる。
テールランプは近年のサルーンには見られなくなったものの、同社特有の凹凸のある物であり、泥はね等が後付けされている場合も一定の視認性を確保する。
なお、ドア側部にある数字4桁は車両総重量並びに最高出力を示した物であり、例としては『2535』なら車両総重量25t並びに最高出力350馬力となる。

## 初代（型式: MP1型、1996年 – 2003年）
1996年7月5日
報道陣向けに発表。
1996年9月21日
ニーダーザクセン州ハノーファー広域連合ハノーファー市において開催されたIAAコマーシャルビークルズにおいて初公開。
1996年10月？日
SKを代替する後継車種として欧州市場において登場。なお、SKはしばらく並行製造の形を取った。電子制御エアブレーキ、総輪インテリジェントディスクブレーキ、シャシ及びドライブトレインに搭載するコントローラ・エリア・ネットワーク（CAN）と言った、先進技術を多く取り入れた。エンジンは電空回路、インテリジェント・エンジン・コントロールを搭載したOM501LA型V6ディーゼル及びOM502LA型V8ディーゼルを16段MTまたは16段ハイドロニューマチックATに組み合わせる。デザイナー及び空力エンジニアの共同開発により誕生した初となるトラックであり、流動抵抗を17％削減した。軸数は2軸車、3軸車、4軸車を設定する。ホイールベースは3,300mmと6,300mmから選択可能とし、サス前にはリーフ式またはエア式、サス後にはパラボリックリーフスプリングを設定する。燃料噴射システムはポンプラインノズル式であり、従来の数十年に渡り搭載して来たプラグインポンプ式の改良製品である。各シリンダーに其々燃料噴射ポンプを配置しており、カムシャフトを介して駆動する。
1997年1月18日
ベルギー王国ブリュッセル首都圏地域ブリュッセル市において開催されたブリュッセルインターナショナルコマーシャルビークルズショーにおいて1997年度インターナショナル・トラック・オブ・ザ・イヤーを受賞。
1997年9月1日
フランス共和国サン＝シル＝シュル＝メール地域圏サン＝シル＝シュル＝メール市においてコンストラクション仕様を発表。相違点としては、ホイールベースが3,300mmと5,100mmから選択可能であり、4x2駆動車は総輪ドラムブレーキを標準装備する点が挙げられる。
1998年5月27日
ダイムラークライスラー日本を通じ、日本国市場において登場。輸入車である為高級というイメージが強いものの、価格は国産車と同程度、条件によってはそれより低価格となる場合も有った。SKも導入していた運送会社である大川運輸は、所有するトラックの1/3はメルセデス・ベンツ製だと言う。
2000年6月？日
インテリジェント・プロクシミティ・コントロール及びレーンアシストをセミトラクタ系にオプション設定。
2001年12月？日
インテリジェントスタビリティコントロールをセミトラクタ系に量産トラック初となるオプション設定。
2003年1月29日
ダイムラー・トラックコリアを通じ、大韓民国市場において登場。
2003年12月？日
製造終了。

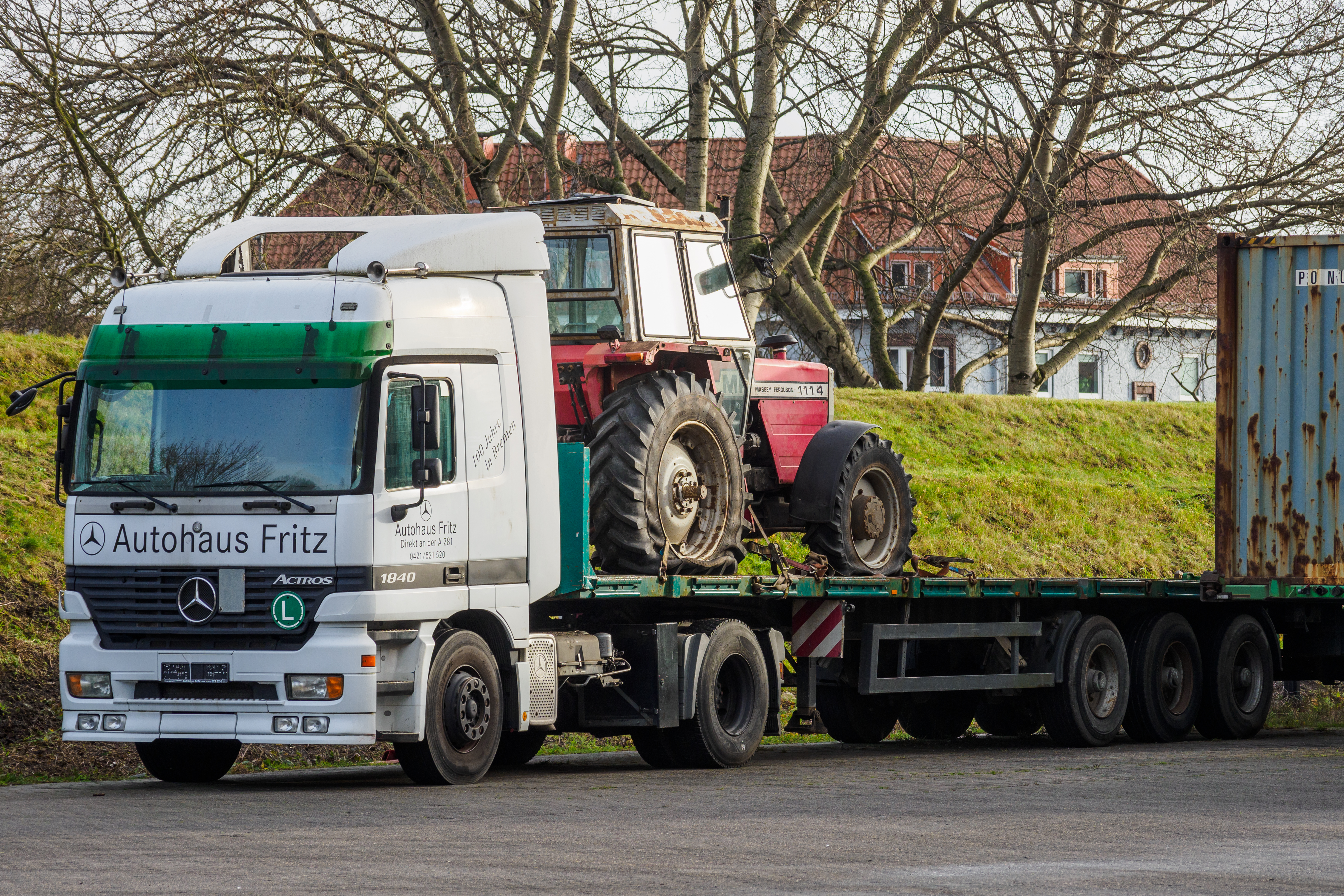
MP1型アクトロス1840 低床型セミトレーラー
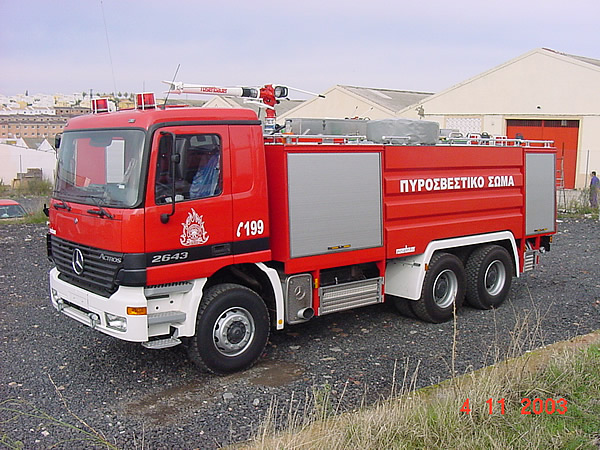
MP1型アクトロス2643 水槽車
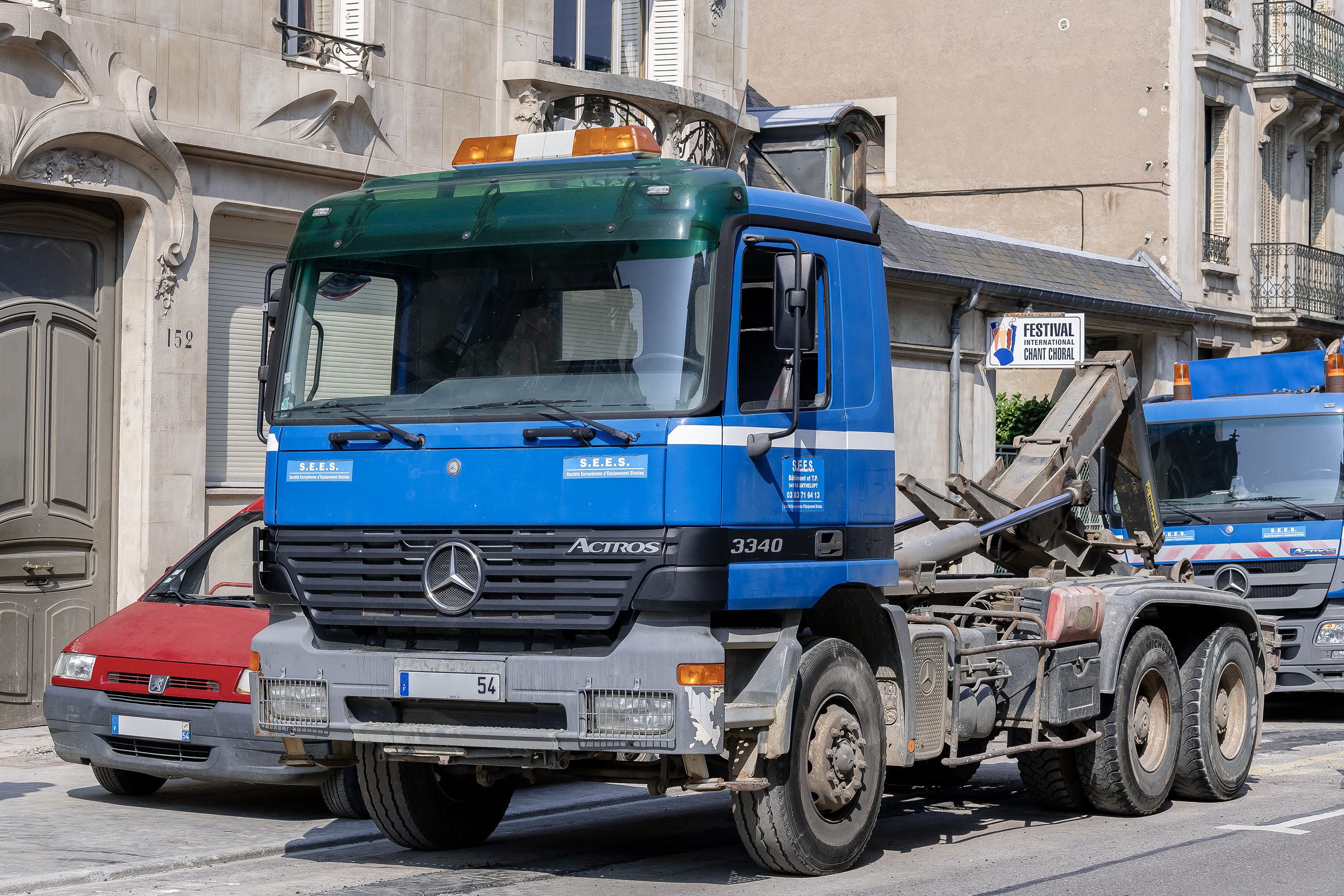
MP1型アクトロス3340 アームロール車
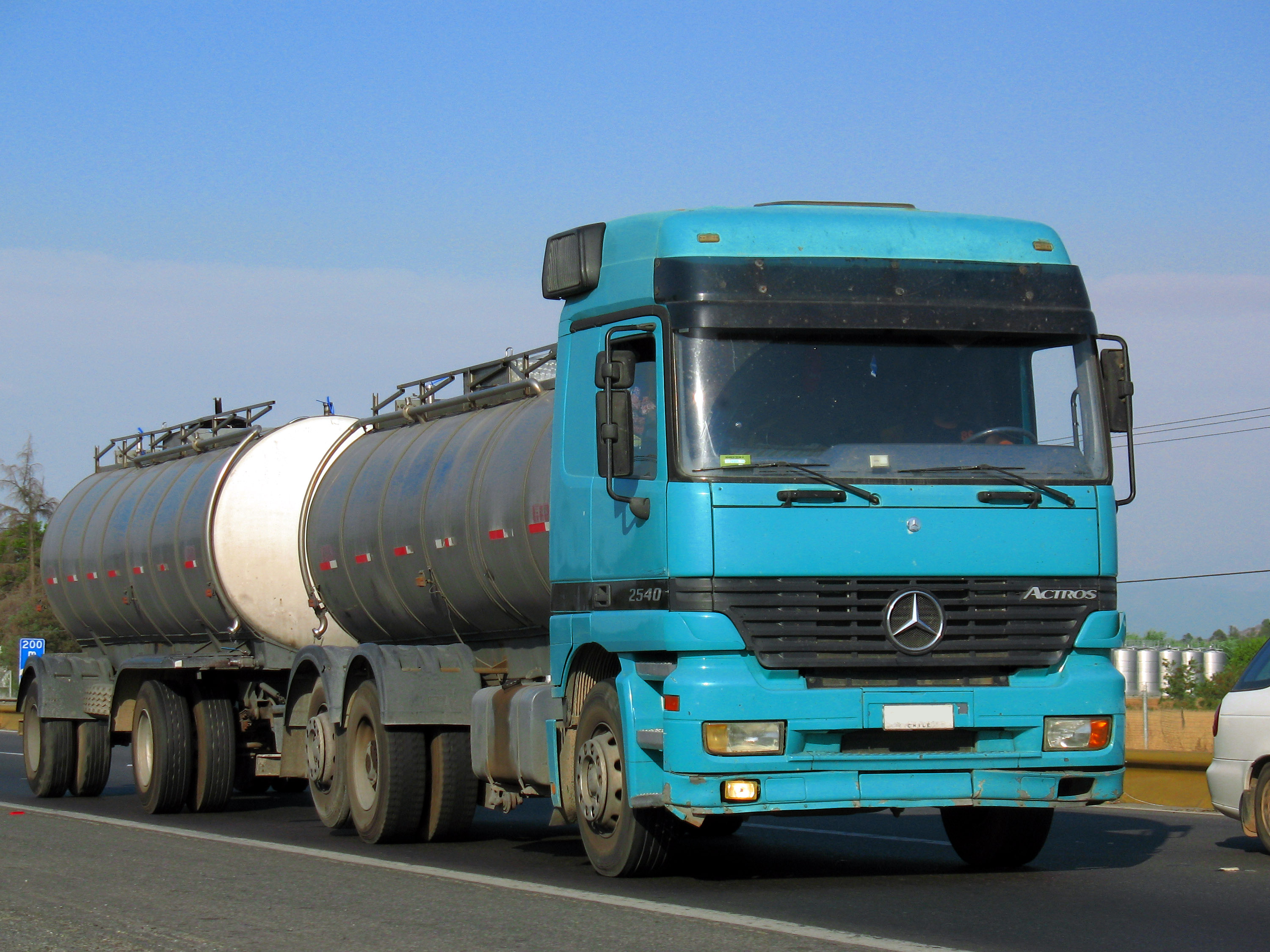
MP1型アクトロス2540 タンク型セミトレーラー
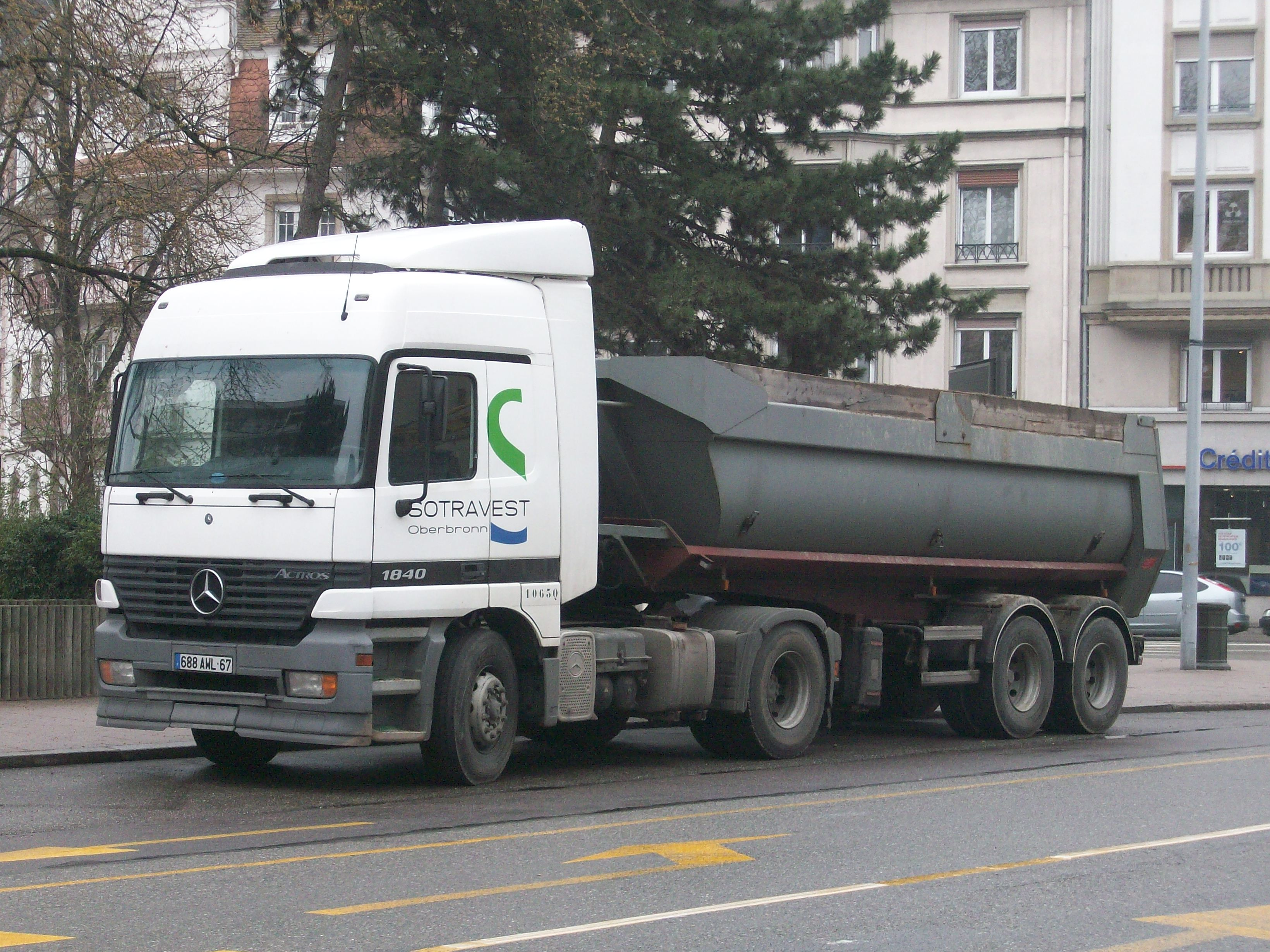
MP1型アクトロス1840 ダンブ型セミトレーラー
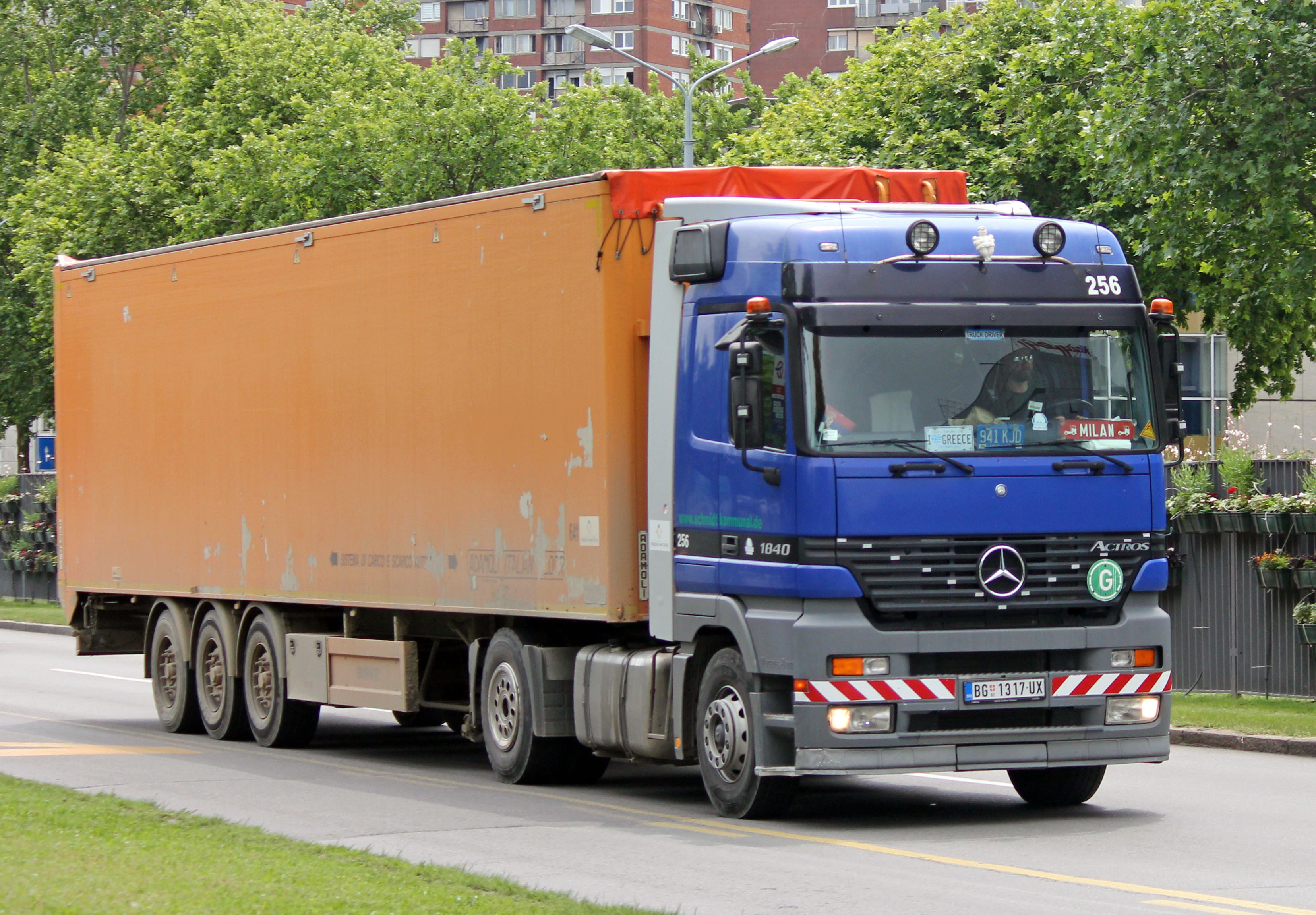
MP1型アクトロス1840 バン型セミトレーラー

## 2代目（2003年–2007年）MP2
2003年に大規模な改良で2代目が登場。引き続き日本でも販売された。先代は標準、ショート、ロング、ハイルーフが用意されていたが、新たにメガスペースキャブが追加された。キャビンスペースはフルフラットで、室内高1920mmのウォークスルー機構、快適性を向上させた大型ベッド、木目調パネル、2段式収納スペースなどを備える。なお、価格を維持するためキャブの形状は大きくは変更されていない。他に、キセノンヘッドランプを一部グレードに標準装備し、運転席に衝撃を吸収するエアサスペンションシートを採用するなど、安全性・快適性向上を図った。また各種スイッチ類のレイアウトを全面的に見直し、機能性と操作性を向上。ブレーキも強化した。なお、欧州ではすでにテストされているレーンアシストや、ディスタンスコントロールシステムは、日本で未許可のため導入は見送られた。また、中国でも陝西汽車控股集団によって現地生産が行われていた。2006年には、日本での販売が終了した。

## 3代目（2008年-2011年）MP3
2008年、欧州で2回目のフルモデルチェンジが実施され、ドイツ国際モーターショーで一般公開された。エクステリアは、オプションでグリルに装着されているスリーポインテッド・スターをLEDで点灯でき、ダッシュボードで制御が可能。サイドミラーは、前の特別仕様車にも対応しており、黒色、車体と同色で塗装される。グリルとサンバイザーは、丸みを帯びたデザインになった。ヘッドライトやグリルも変更された。インテリアは、圧縮空気推進を標準装備し、ステアリングが改善された。さらに、アクトロス MP3：ベーシック、クラシック、トップには3個の異なるコンフォートパッケージが提供された。オプションで、エアコンに加え自動制御機器とパーキングヒーターが搭載可能であった。その他は、一般的なシェービングミラー、タオルホルダー、助手席側にオプションでフォールディングテーブルが追加された。さらに、ナビゲーションシステムを搭載している。

## ニューアクトロス（2011年-）
2011年にフルモデルチェンジを実施、デザインが一新された。部品の多くが新たに開発されたもので、エンジンとフレーム、シャーシコンポーネントの設計に利用された。燃費も良くなり、摩耗を削減させた。ベローズ型空気ばねを2個の大型なものからスペースを取らない4個の小さなものに変更。アクスルの耐荷重を向上させ、サスペンションの反応を良くした。横方向の安定性も向上した。リアアクスルは、先代から引き継いだHL6だったが、新型用に改良され、高性能なトランスミッションが搭載されている。これにより、高速道路で85km/hの速度で走行した際のエンジン回転数が毎分約100回減少した。使用するZF社のステアリングは操作性が改善された。これらの変更で、より安全な走行が可能になり、車線変更を行う際に必要な運転操作を減らすことに成功。新型のウォーターリターダは、エンジンの冷却水を潤滑油として、制動トルクとして使用。先代と比較して、新型のリターダは約35kg軽量（65kg〜約100kg）で、より強力だった。 フォイト社の新型のリターダに加え、2011年式のアクトロスは3速で動作し、150秒以内に400kW（544馬力）の制動力を発揮するモータブレーキを備える。新型アクトロスのサービスブレーキは、1996年に初めて導入され、継続開発された高電圧遮断システムと電子制御を備えた4輪ディスクブレーキに基づいている。ヘビーデューティーモデルも追加された。

## アクトロス5（2018年-）
2018年9月にハノーファーで開催されたドイツ国際モーターショーで、新モデルを発表。他のアクトロスと区別するため、一般的にアクトロス5と呼ばれる。従来のインストルメントクラスターからカラーHUDに変更、従来のバックミラーを廃止し、MirrorCamと呼ばれる2台のカメラを採用。ADAを使用することで、半自動運転をすることも可能。ADAはレベル2で、ブレーキ、アクセル、ステアリングを個別に制御し、全速度域で運転を部分的に自動制御する。前走車などの障害物が迫った際、必要に応じてフルブレーキを自動的に作動させ、ドライバーを支援するシステムも搭載。ストップ＆ゴー制御機能や車線維持アシスト機能も備える。これらの改良により、ドライバーの負担を大幅に軽減し、安全性を向上させる。メルセデス・ベンツは、全速度域で部分的に自動運転が可能なトラックは新型アクトロスだけ、と話している。また、最終テストを完了したと発表している。最終テストは顧客と行われ、食用品などを積み、ドイツ〜イタリア間の高速道路や幹線道路を部分自動運転で走行した。うち1社は大手運送会社、ワーゲンシュテッター社が行った。

## eアクトロス（2021年-）

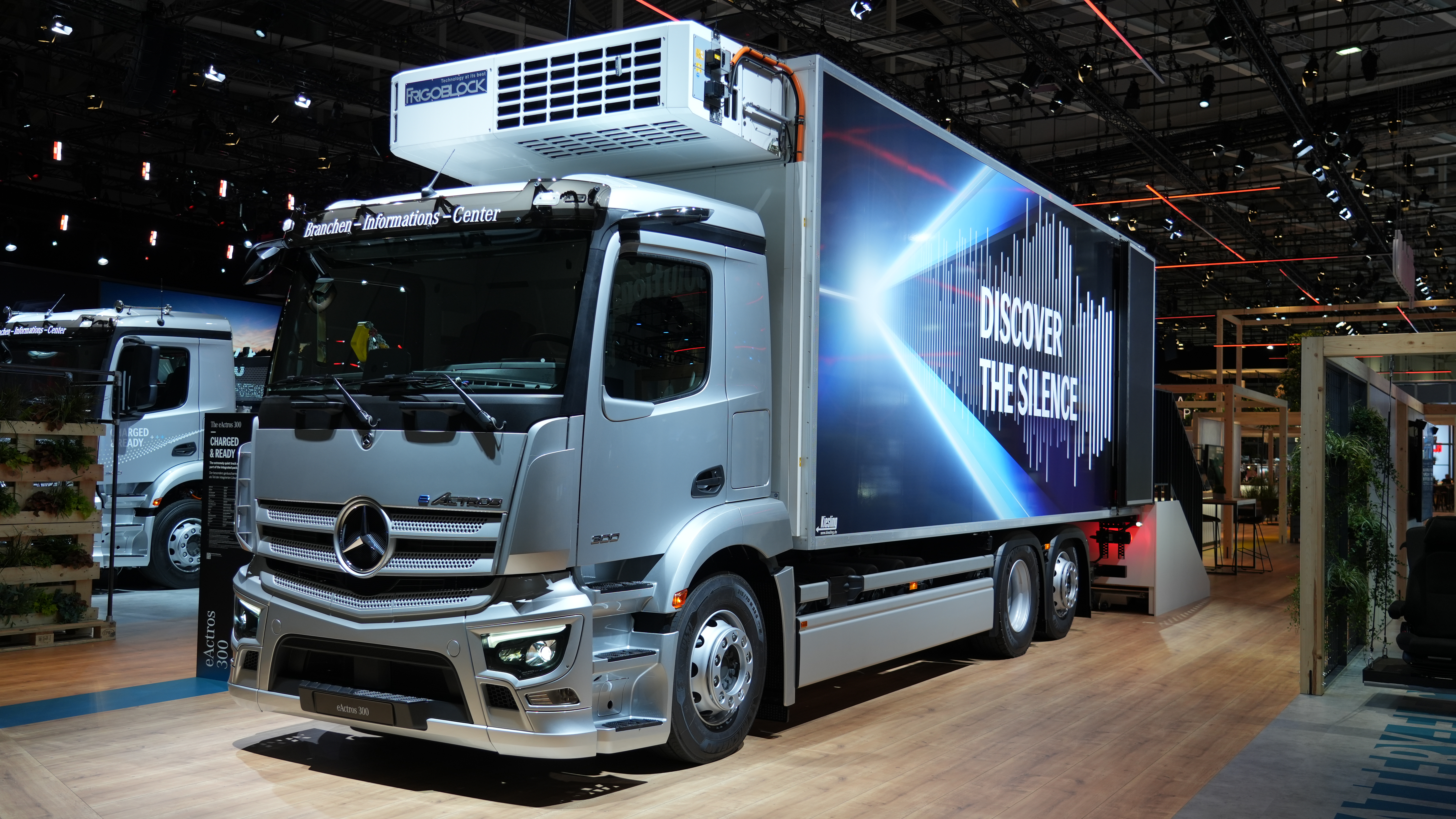
メルセデス・ベンツ・eアクトロス

2021年6月30日に初の二次電池式電気自動車（BEV）、eアクトロスをワールドプレミアした。同年10月7日にはヴェルト・アム・ライン工場で量産を開始すると発表した。リアアクスルのホイールハブの近くに2個のモーターを搭載しており、2個のモーターは合計544hpを、最大トルクは49.5kgmを引き出すことができる。バッテリーは複数用意されるが、最大で蓄電容量420kWhの大容量リチウムイオンバッテリーを搭載することができる。1回の充電での航続は、積載量・輸送経路・地形に関係なく最大400kmの性能を備える。バッテリーの充電には、出力160kWの急速チャージャーが利用できる。通常は3〜11時間かかるが、この急速チャージャーを利用することでバッテリーの8割を充電するのに、約1時間で済むという。電気エネルギーを回生するモーターブレーキにより、ほとんどブレーキペダルを踏む必要がないという。メルセデス・ベンツは、試作車10台を2018年内に一部の顧客に引き渡した。その中の1社であるロジスティック・シュミネット社は、ラシュタット工場〜倉庫間をeアクトロスで1日3便、168km走行させる。メルセデス・ベンツは同社から走行データの提供を受けるなどし、実用性を確認している。その他に、医薬品・食品配送を手がけるヴァンミーゲムロジスティクス社も実験に協力。完全バッテリー駆動の25トンのeアクトロスに、シュミッツカーゴブル製のW.KOクールを取り付け、病院や介護施設に医薬品を配送する。

## ラインアップ
- カーゴ
- ダンプ
- セミトラクタ

## 車名の由来
『力強く、ハイテク』を意味する造語である。

## 系譜
|  |  |  |  |  |  |  |  | メルセデス・ベンツ・LPシリーズ (キュービック) メルセデス・ベンツ・ショートボンネットトラック |  |  |  |  |  |  |  |
|  |  |  |  |  |  |  |  |                                                                                              |  |  |  |  |  |  |  |
|  |  |  |  |  |  |  |  | メルセデス・ベンツ・NG                                                                       |  |  |  |  |  |  |  |
|  |  |  |  |  |  |  |  |                                                                                              |  |  |  |  |  |  |  |
|  |  |  |  |  |  |  |  | メルセデス・ベンツ・SK                                                                       |  |  |  |  |  |  |  |
|  |  |  |  |  |  |  |  |                                                                                              |  |  |  |  |  |  |  |
|  |  |  |  |  |  |  |  | メルセデス・ベンツ・アクトロス                                                               |  |  |  |  |  |  |  |